# Glenea annuliventris
Glenea annuliventris là một loài bọ cánh cứng trong họ Cerambycidae.